# Not Field Recordings
Not Field Recordings es un álbum musical solista del cantautor norteamericano Michael Stipe. El álbum cuenta con la colaboración musical de prestigiosos artistas y bandas amigas de Michael Stipe como 10,000 Maniacs, Natalie Merchant (ex-cantautora de estos últimos), Annie Ross, Neneh Cherry, The Golden Palominos, Indigo Girls, Jason & The Scorchers, Tanzplagen y Vic Chessnut.

## Lista de canciones
1. Arms Of Love (4.40)
2. Guilty By Association(4.01)
3. Your Ghost (3.18)
4. Full Moon (3.59)
5. To Sir With Love(4.19)
6. Trout (5.07)
7. Alive And Living Now (5.40)
8. Kid Fears (4.34)
9. Future 40´s (4.31)
10. Little April Showers (3.35)
11. A Campfire Song (3.16)
12. Boy (Go) (5.29)
13. Clustering Train (6.07)
14. Omaha (3.12)
15. Not Nights In Georgia (2.34)
16. Treason (3.41)
17. Meeting (4.20)

- Datos: Q6045472